# Desgarro muscular
El desgarro muscular o rotura fibrilar (también llamado tirón o distensión muscular) es la lesión del tejido,  que va acompañada de hemorragia provocada por la rotura de los  vasos sanguíneos que recorren el músculo o tendón afectado, provocando un dolor de leve a intenso que dificulta o impide contraerlo.
Sucede por una super elongación (exceder al músculo más allá de su capacidad de estiramiento), por una contracción brusca (veloz), o por realizar un esfuerzo superior a la capacidad biológica de resistencia a la tensión.
Cuando una lesión similar le ocurre a un ligamento, se conoce como esguince.

## Tipos de desgarro muscular
Son lesiones en las que existe una lesión estructural, una disrupción de las fibras con una discontinuidad sobre ellas. Una clasificación tradicional, según su gravedad, es la siguienteː
- Tipo 1: Leve. Recuperación de 9 a 10 días.
- Tipo 2: Moderado. Recuperación de 2 a 3 semanas.
- Tipo 3: Grave. Recuperación de 3 y 4 meses

Una clasificación más técnica es la del Consenso de Munich (2012) para las lesiones musculares, donde los desgarros corresponden a los tipos 3 y 4:
- Tipo 1ː Lesión por sobreesfuerzo.
- Tipo 2ː Lesión neuromuscular.
- Tipo 3A: Rotura Parcial Menor. 
  - Encontraremos que el estiramiento provocará más dolor y quizás se podría palpar al ruptura de fibras.
- Tipo 3B: Rotura Parcial Moderada.
  - Este tipo de lesión será igual que el anterior pero encontraríamos que la extensión de la rotura será mayor, será más que un fascículo muscular.
- Tipo 4: Rotura Total o Subtotal.
  - Aquí nos encontramos ya con la ruptura completa o casi completa.

Popularmente también se distingue:
- Desgarro Parcial - Es la rotura de algunas fibras musculares, no todo el músculo ya que se rompen homogéneamente no en forma dispareja.
- Desgarro Total - Es la rotura de la mayoría de las fibras musculares.

La Clasificación deberá ser determinada por los síntomas y por las imágenes tanto en resonancia magnética como en ecografía de los desgarros o lesiones musculares

## Síntomas
Los síntomas de la distensión muscular son dolor, hinchazón y dificultad para mover la región afectada. Normalmente ocurre en el pie, la pierna o la espalda, a menudo cerca de una articulación. Un desgarro puede suponer desde una leve molestia hasta un dolor fuerte, dependiendo del alcance de la lesión.
En los casos más graves (al desgarre total del músculo) se produce un hematoma muy extenso e inflamación más pronunciada, que inmoviliza la región afectada que se experimenta como una parálisis temporal (contractura de musculación vecina a la lesión). Si el dolor es muy intenso puede aparecer un componente de shock -aunque es poco frecuente-, con mareo y sudor frío.

## Tratamientos
El tratamiento normalmente incluye:
- Reposo: No se deben hacer actividades que causen dolor, si el andar normal lastima, se debe reducir su duración. No se deben practicar deportes hasta que el dolor haya desaparecido.
- Frío: Se puede aplicar hielo en el área lastimada, de 7 a 10 minutos cuatro veces al día, durante varios días después de la lesión. No se debe aplicar el hielo directamente en la piel, para evitar que se extienda el hematoma y reducir la inflamación.
- Medicamentos antiinflamatorios sin esteroides: Estos ayudan a aliviar el dolor. Para retomar la actividad física normal se debe evaluar la respuesta muscular luego de abandonar la medicación para evitar el "enmascaramiento" (cuando la medicación oculta los síntomas).
- Calor: El uso de calor debe restringirse únicamente para cuando se esté regresando a la actividad. Posteriormente se lo puede usar antes de hacer el calentamiento para el ejercicio.
- Estiramiento: Cuando el dolor agudo ha desaparecido, se debería comenzar con un estiramiento ligero, hasta donde el dolor lo permita. Se debe sostener cada estiramiento durante 10 segundos y repetir hasta 6 veces, haciendo esto hasta 4 veces al día.[cita requerida]

En general ante la persistencia de dolores fuertes, se recomienda no proseguir exigiendo la parte afectada con más ejercicios o movimientos, ya que se puede lesionar aún más la zona y dejarla incapacitada por varios meses.

## Factores de riesgo
- Sedentarismo: debilita la estructura conjuntiva del músculo.
- Desnutrición, debilita la capacidad contráctil de las fibras musculares (se adelgazan).
- Circulación arterial y venosa deficiente: incapacidad de aumento de irrigación ante la exigencia del ejercicio físico, lo cual fatiga al músculo por falta de oxígeno y por acumulación de ácido láctico.
- Ciertas enfermedades del metabolismo: por ejemplo, diabetes.
- Realizar ejercicio físico o práctica deportiva sin el debido calentamiento (que lo previene aunque no anula su ocurrencia), de modo que es más probable que se produzca al principio de dichas actividades.
- Situación traumática como una super-elongación, sobreesfuerzo, o continuar un esfuerzo intenso o prolongado aún con signos de fatiga muscular.